# Simon Dinitz
Simon Dinitz (* 29. Oktober 1926 in New York City; † 3. März 2007 in Bexley, Ohio) war ein  US-amerikanischer Soziologe und Kriminologe, der an der Ohio State University forschte und lehrte. 1971 amtierte er als Präsident der American Society of Criminology (ASC).
Dinitz erwarb seinen Master- und Doktortitel (Ph.D.) an der University of Wisconsin. 1951 bekam er eine Stelle an der Ohio State University, an der er blieb, bis er 1991 als emeritierter Professor in den Ruhestand ging.

## Schriften (Auswahl)
- Mit Clemens Bartollas: Introduction to criminology. Order and disorder. Harper & Row, New York 1989, ISBN 0-06-040518-X.
- Mit Walter C. Reckless: The prevention of juvenile delinquency. An experiment. Ohio State University Press, Columbus 1972, ISBN 0-8142-0182-2.
- Mit anderen: Deviance. Studies in the process of stigmatization and societal reaction. Oxford University Press, New York 1969.
- Mit Walter C. Reckless: Critical issues in the study of crime. A book of readings. Little Brown, Boston 1968.